# Summerhill, Tasmanien
Summerhill är en del av en befolkad plats i Australien. Den ligger i kommunen Launceston och delstaten Tasmanien, i den sydöstra delen av landet, omkring 160 kilometer norr om delstatshuvudstaden Hobart.
Runt Summerhill är det ganska glesbefolkat, med 48 invånare per kvadratkilometer.. Närmaste större samhälle är Launceston, nära Summerhill. 
Trakten runt Summerhill består till största delen av jordbruksmark. Genomsnittlig årsnederbörd är 967 millimeter. Den regnigaste månaden är augusti, med i genomsnitt 119 mm nederbörd, och den torraste är februari, med 41 mm nederbörd.